# Регіональний ландшафтний парк «Атлеш»
Ландшафтно-рекреаційний парк «Атлеш» (крим. Atleş landşaft-raatlıq parkı, Атлеш ландшафт-раатлыкъ паркы Atleş landşaft-raatlıq parkı, Атлеш ландшафт-раатлик' парк) — ландшафтний рекреаційний парк в Україні розташований на Тарханкутському півострові на території Чорноморського району Автономної республіки Крим. Площа — 260 га. Землекористувач — Чорноморська районна державна адміністрація.

## Природа
Територія парку характеризується підвищеним біологічним і ландшафтним різноманіттям. Скелясті 40-метрові морські обриви, кам'яні арки, які входять у море обривисті маси, невеликі недоступні з суходолу бухти і підводні карстові печери з підводними виходами підземних вод є чудовим взірцем абразійно-бухтового-інгресійного узбережжя.
У парку налічується 11 видів рослин, занесених до Червоної книги України, 1 вид, занесений до Європейського Червоного списку, і 2 вузьколокальних ендеміка. Трапляються більше 20 видів наземних і близько 10 видів морських безхребетних, 11 видів риб, 2 види плазунів, не менше 15 видів птахів на прольоті і 3-4 види ссавців, занесених до Червоної книги України. Особливу цінність становлять великі соколи і колонія середземноморського довгоносого баклана (Phalacrocorax aristotelis desmarestii Payraudeau) підвиду чубатого баклана. У межах прибережної аквального комплексу зареєстровані не менше 3 видів водоростей, занесених до Червоної книги України.

## Історія
Ландшафтно-рекреаційний парк був створений Постановою верховної Ради автономної республіки Крим від 27.03.2013 № 1196-6/13  на базі заповідного урочища місцевого значення Атлеш і гідрологічної пам'ятки природи місцевого значення Прибережний аквальний комплекс біля мису Атлеш.
Після анексії Криму Росією був названий ландшафтно-рекреаційним парком регіонального значення згідно з Розпорядженням так званої Ради Міністрів Республіки Крим від 5 лютого 2015 року № 69-р Про затвердження Переліку особливо охоронюваних природних територій регіонального значення Республіки Крим.
Користувачем було призначено так зване Міністерство екології та природних ресурсів Республіки Крим, яке своїм Наказом від 25.04.2016 № 718 «Про затвердження Положень про ландшафтно-рекреаційні парки регіонального значення Республіки Крим» визначило зонування парку.

## Опис
Парк створений з метою збереження в природному стані типових та унікальних природних та історико-культурних комплексів та об'єктів, а також забезпечення умов для ефективного розвитку туризму, організованого відпочинку та рекреаційної інфраструктури в природних умовах з додержанням режиму охорони заповідних природних комплексів та об'єктів, сприяння екологічній освіті і вихованню населення.
Розташований у південній частині західного краю Тарханкутського півострова в межах національного природного парку Тарханкутський (Чарівна гавань) на території Оленівської сільської ради Чорноморського району, за межами населених пунктів. Займає ділянку абразивної берегової лінії Чорного моря від мису Великий Атлеш (не включаючи його) до бухти Пристань (Гнила) на південь від села Оленівка. Територія включає мис Малий Атлеш і бухту з підводним тунелем Чаша кохання. Межі парку повторюють берегову лінію, де ширина суші в східній частині сягає 300—350 м від берега, акваторії — 300 м. Суходіл парку становить 80 га, акваторія — 180 га. Західніше розташоване урочище Великий Атлеш.
Парк має функціональне зонування: заповідна (22 га), регульованої рекреації (218 га — 49 га суходолу і 169 га акваторії), стаціонарної рекреації (5 га), господарська (15 га — 4 га суходолу і 11 га акваторії) зони. Заповідна зона являє ділянку степу на північний захід від бухти Пристань.
Найближчий населений пункт — село Оленівка, розташоване північніше, місто — Євпаторія. 